# Love Drunk (canción)
«Love Drunk» es el primer sencillo del segundo álbum de estudio de Boys Like Girls, del mismo título. Fue su segundo sencillo más alto en listas hasta la fecha, llegando al número 22 en Billboard Hot 100, hasta el siguiente sencillo, "Two Is Better Than One" (con Taylor Swift), llegando al número 18 en las listas.

## Información de la canción
La canción se estrenó en MySpace y fue lanzado por iTunes el 30 de junio de 2009. La canción fue enviada a las radios en Estados Unidos el 7 de julio de 2009.
La canción ha llegado al número 9 en MTV Weekend Countdown (en la semana del 9 de agosto), y número 34 en American Top 40 con Ryan Seacrest (semana del 8 de agosto) y número 35 en Weekly Top 40 (semana del 8 de agosto).

## Recepción
"Love Drunk" ganó críticas mixtas en su lanzamiento. Algunos críticos disfrutaron la canción, incluyendo en About.com, que dijo que la canción tenía elementos "gloriosos." Sin embargo, muchos críticos y fanes críticaron la canción con el sencillo de The Killers, "Somebody Told Me", que incluye un estribillo extremadamente parecido al de "Love Drunk".

## Vídeo musical
El vídeo musical comenzó a grabarse el 29 de junio de 2009, y aparece la cantante y actriz Ashley Tisdale. "Ashley estuvo sorprendente, ella interpretó a la chica principal," dijo Martin Johnson. "Hicimos ésta imitación con la banda como chicos [de carnaval]. Ella hace que todos los chicos se enamoren de ella y tiene un final sorprendente."
El vídeo musical se lanzó el 3 de agosto en MTV, pero el vídeo estuvo disponible para ver en YouTube y otros canales de vídeos a la fecha. Fue dirigido por Travis Kopach.

## Posicionamiento
| Listas (2009)             | Posiciones |
| ------------------------- | ---------- |
| Australian Singles Chart  | 51         |
| Canadian Hot 100          | 59         |
| New Zealand Singles Chart | 26         |
| U.S. Billboard Hot 100    | 22         |
| UK Singles Chart          | 44         |